# 2008-as Daytona 500
A 2008-as Daytona 500 verseny 2008. február 17-én, 50. alkalommal került megrendezésre. A futamot Ryan Newman nyerte, Kurt Busch és Tony Stewart előtt.

## Végeredmény
| Az 50. Daytona 500 végeredménye | Az 50. Daytona 500 végeredménye | Az 50. Daytona 500 végeredménye | Az 50. Daytona 500 végeredménye | Az 50. Daytona 500 végeredménye | Az 50. Daytona 500 végeredménye | Az 50. Daytona 500 végeredménye | Az 50. Daytona 500 végeredménye | Az 50. Daytona 500 végeredménye |
|                                 | Rajthely                        | #                               | Versenyző                       | Gyártó                          | Csapat                          | Kör                             | Kiesés oka                      | Pénzdíj (US$)                   |
| ------------------------------- | ------------------------------- | ------------------------------- | ------------------------------- | ------------------------------- | ------------------------------- | ------------------------------- | ------------------------------- | ------------------------------- |
| 1                               | 7                               | 12                              | Ryan Newman                     | Dodge                           | Team Penske                     | 200                             |                                 | $1,506,040                      |
| 2                               | 43                              | 2                               | Kurt Busch                      | Dodge                           | Penske Racing                   | 200                             |                                 | $1,063,870                      |
| 3                               | 6                               | 20                              | Tony Stewart                    | Toyota                          | Joe Gibbs Racing                | 200                             |                                 | $871,049                        |
| 4                               | 24                              | 18                              | Kyle Busch•                     | Toyota                          | Joe Gibbs Racing                | 200                             |                                 | $652,938                        |
| 5                               | 5                               | 41                              | Reed Sorenson                   | Dodge                           | Chip Ganassi Racing             | 200                             |                                 | $545,959                        |
| 6                               | 35                              | 19                              | Elliott Sadler                  | Dodge                           | Gillett Evernham Motorsports    | 200                             |                                 | $430,015                        |
| 7                               | 10                              | 9                               | Kasey Kahne                     | Dodge                           | Gillett Evernham Motorsports    | 200                             |                                 | $389,204                        |
| 8                               | 26                              | 7                               | Robby Gordon*                   | Dodge                           | Robby Gordon Motorsports        | 200                             |                                 | $352,921                        |
| 9                               | 3                               | 88                              | Dale Earnhardt Jr. (W)          | Chevrolet                       | Hendrick Motorsports            | 200                             |                                 | $352,920                        |
| 10                              | 18                              | 16                              | Greg Biffle                     | Ford                            | Roush Fenway Racing             | 200                             |                                 | $313,763                        |
| 11                              | 13                              | 43                              | Bobby Labonte                   | Dodge                           | Petty Enterprises               | 200                             |                                 | $329,756                        |
| 12                              | 23                              | 83                              | Brian Vickers                   | Toyota                          | Red Bull Racing                 | 200                             |                                 | $285,245                        |
| 13                              | 36                              | 31                              | Jeff Burton                     | Chevrolet                       | Richard Childress Racing        | 200                             |                                 | $323,496                        |
| 14                              | 16                              | 29                              | Kevin Harvick (W)               | Chevrolet                       | Richard Childress Racing        | 200                             |                                 | $322,224                        |
| 15                              | 19                              | 77                              | Sam Hornish, Jr. (R)            | Dodge                           | Penske Racing                   | 200                             |                                 | $319,845                        |
| 16                              | 20                              | 44                              | Dale Jarrett (W)                | Toyota                          | Michael Waltrip Racing          | 200                             |                                 | $277,213                        |
| 17                              | 4                               | 11                              | Denny Hamlin                    | Toyota                          | Joe Gibbs Racing                | 200                             |                                 | $341,416                        |
| 18                              | 42                              | 00                              | David Reutimann                 | Toyota                          | Michael Waltrip Racing          | 200                             |                                 | $291,221                        |
| 19                              | 11                              | 99                              | Carl Edwards                    | Ford                            | Roush Fenway Racing             | 200                             |                                 | $321,520                        |
| 20                              | 25                              | 1                               | Martin Truex, Jr.               | Chevrolet                       | Dale Earnhardt, Inc.            | 200                             |                                 | $303,978                        |
| 21                              | 27                              | 66                              | Scott Riggs                     | Chevrolet                       | Haas CNC Racing                 | 200                             |                                 | $287,928                        |
| 22                              | 21                              | 15                              | Paul Menard                     | Chevrolet                       | Dale Earnhardt, Inc.            | 200                             |                                 | $279,295                        |
| 23                              | 33                              | 70                              | Jeremy Mayfield                 | Chevrolet                       | Haas CNC Racing                 | 200                             |                                 | $271,220                        |
| 24                              | 31                              | 07                              | Clint Bowyer                    | Chevrolet                       | Richard Childress Racing        | 200                             |                                 | $284,545                        |
| 25                              | 37                              | 96                              | J.J. Yeley                      | Toyota                          | Hall of Fame Racing             | 200                             |                                 | $277,095                        |
| 26                              | 38                              | 26                              | Jamie McMurray                  | Ford                            | Roush Fenway Racing             | 200                             |                                 | $276,888                        |
| 27                              | 1                               | 48                              | Jimmie Johnson (W)              | Chevrolet                       | Hendrick Motorsports            | 200                             |                                 | $329,606                        |
| 28                              | 32                              | 38                              | David Gilliland                 | Ford                            | Yates Racing                    | 200                             |                                 | $278,746                        |
| 29                              | 2                               | 55                              | Michael Waltrip (W)             | Toyota                          | Michael Waltrip Racing          | 200                             |                                 | $275,135                        |
| 30                              | 30                              | 28                              | Travis Kvapil                   | Ford                            | Yates Racing                    | 200                             |                                 | $291,202                        |
| 31                              | 12                              | 8                               | Mark Martin                     | Chevrolet                       | Dale Earnhardt, Inc.            | 200                             |                                 | $301,846                        |
| 32                              | 15                              | 42                              | Juan Pablo Montoya              | Dodge                           | Chip Ganassi Racing             | 200                             |                                 | $290,753                        |
| 33                              | 40                              | 40                              | Dario Franchitti (R)            | Dodge                           | Chip Ganassi Racing             | -1                              |                                 | $270,613                        |
| 34                              | 39                              | 45                              | Kyle Petty                      | Dodge                           | Petty Enterprises               | -3                              |                                 | $260,320                        |
| 35                              | 9                               | 5                               | Casey Mears                     | Chevrolet                       | Hendrick Motorsports            | -6                              | Baleset                         | $284,945                        |
| 36                              | 28                              | 17                              | Matt Kenseth                    | Ford                            | Roush Fenway Racing             | -6                              |                                 | $308,129                        |
| 37                              | 29                              | 01                              | Regan Smith (R)                 | Chevrolet                       | Dale Earnhardt, Inc.            | -6                              |                                 | $267,095                        |
| 38                              | 34                              | 22                              | Dave Blaney                     | Toyota                          | Bill Davis Racing               | -11                             | Baleset                         | $259,563                        |
| 39                              | 8                               | 24                              | Jeff Gordon (W)                 | Chevrolet                       | Hendrick Motorsports            | -14                             | Felfüggesztés                   | $319,599                        |
| 40                              | 22                              | 34                              | John Andretti                   | Chevrolet                       | Front Row Motorsports           | -16                             |                                 | $258,613                        |
| 41                              | 41                              | 78                              | Joe Nemechek                    | Chevrolet                       | Furniture Row Racing            | -29                             |                                 | $258,470                        |
| 42                              | 14                              | 6                               | David Ragan                     | Ford                            | Roush Fenway Racing             | -39                             | Baleset                         | $267,763                        |
| 43                              | 17                              | 87                              | Kenny Wallace                   | Chevrolet                       | Furniture Row Racing            | -59                             | Motorhiba                       | $256,735                        |

(W) - Korábbi nyertes
(R) - Újonc